# Takayuki Kobayashi

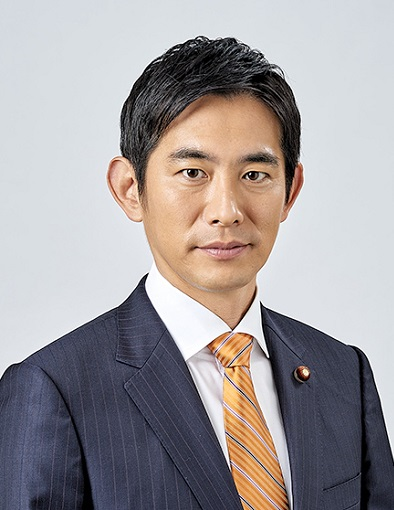
Takayuki Kobayashi, 2017

Takayuki Kobayashi (japanisch 小林 鷹之 Kobayashi Takayuki; * 29. November 1974 in Ichikawa, Chiba) ist ein japanischer Politiker, Mitglied des Repräsentantenhauses (Shūgiin), dem Unterhaus der Nationalversammlung (Kokkai), für den 2. Wahlkreis Chiba, und ehemaliger Minister beim Kabinettsamt für besondere Aufgaben (Wissenschaft & Technologie, Raumfahrt, „wirtschaftliche Sicherheit“). Er ist Mitglied der Liberaldemokratischen Partei (LDP), darin der (2024 im Zuge des LDP-Skandals um schwarze Faktionskassen als wahlkampffinanzierungsrechtlich eigenständige Organisation in Auflösung begriffenen) Nikai-Faktion.
Kobayashi studierte an der rechtswissenschaftlichen Fakultät der Universität Tokio und wurde anschließend Beamter im Finanzministerium. 2003 absolvierte er ein Graduiertenstudium an der Harvard Kennedy School. Das Finanzministerium entsandte ihn zeitweise unter anderem in die Finanzabteilung der Präfekturverwaltung von Kagawa (damals unter dem späteren Gouverneur Keizō Hamada, ebenfalls vor seinem Einstieg in die Politik Tōdai-Jurafakultät→Finanzministerium) und die japanische Botschaft in Washington, DC. 2010 beendete er seine Beamtenkarriere für den Wechsel in die aktive Politik. Er trat der LDP bei und wurde LDP-Wahlkreiszweigstellenchef [=Unterhauswahlkandidat] im Wahlkreis Chiba 2, der damals (bis 2024/25) aus den Städten Yachiyo, Narashino und dem Bezirk Hanamigawa der Stadt Chiba bestand. Bei der LDP-Erdrutschwahlniederlage 2009 hatte sich dort der Demokrat Yū Kuroda gegen die vorherige LDP-Abgeordnete Akiko Yamanaka durchgesetzt.
Bei der Repräsentantenhauswahl 2012, als die von den Demokraten geführte Regierung in einem Erdrutsch wieder abgewählt wurde, gewann Kobayashi den Wahlkreis mit gut 40 % der Stimmen gegen ein zersplittertes Kandidatenfeld (vier weitere Kandidaten von Ishin, Demokratischer Partei, Zukunftspartei und KPJ) klar. Den Sitz konnte er bei den Wahlen bis einschließlich 2024 viermal in Folge verteidigen. Von 2016 bis 2017 (Kabinett Shinzō Abe III (2. Umbildung)) war er politischer Ministersekretär (daijin-seimukan) im Verteidigungsministerium. 2021 berief ihn der neue Premierminister Fumio Kishida als Minister beim Kabinettsamt für Wissenschafts- & Technologiepolitik sowie Raumfahrt ins Kabinett; außerdem erhielt er die von Kishida neu eingerichtete Zuständigkeit für „wirtschaftliche Sicherheit“ (経済安全保障 keizai anzen hoshō). Er blieb bis zur Kabinettsumbildung im August 2022 im Amt (Kabinette Kishida I und II).
Bei der Wahl des LDP-Vorsitzenden 2024 bewarb sich Kobayashi in einem Rekordfeld aus insgesamt neun Kandidaten für Kishidas Nachfolge und schied im ersten Wahlgang auf dem fünften Platz aus.